# 미즈노 모토쓰나
미즈노 모토쓰나(일본어: 水野元綱, 1601년 ~ 1665년 6월 29일)는 미카와 신시로 번 제2대 번주, 고즈케 안나카 번 초대 번주를 지냈다. 신시로 번 선대 번주 미즈노 와케나가의 장남으로 태어났다.
| 전임 미즈노 와케나가 | 제2대 신시로 번 번주 (미즈노가) 1620년 ~ 1648년 | 후임 폐번 |

| 전임 이이 나오요시 | 제1대 안나카 번 번주 (미즈노가) 1648년 ~ 1664년 | 후임 미즈노 모토토모 |